# Selia
Selia (łac. Dioecesis Seliensis) – stolica historycznej diecezji w Skandynawii, obecnie katolickie biskupstwo tytularne położone w Norwegii, sufragania metropolii Brema-Hamburg.

## Biskupi tytularni[1]
| L.p. | Biskup                           | Funkcja                                            | Od              | Do               | Uwagi                                             |
| ---- | -------------------------------- | -------------------------------------------------- | --------------- | ---------------- | ------------------------------------------------- |
| 1    | Olav Offerdahl                   | wikariusz apostolski Norwegii                      | 3 kwietnia 1930 | 7 lipca 1930     | zmarł                                             |
| 2    | Jacques Mangers SM               | wikariusz apostolski Oslo (Norwegia)               | 12 lipca 1932   | 29 czerwca 1953  | mianowany biskupem Oslo                           |
| 3    | Claude Dupuy                     | biskup pomocniczy Lyonu (Francja)                  | 7 marca 1955    | 4 grudnia 1961   | mianowany arcybiskupem Albi                       |
| 4    | Eduard Macheiner                 | biskup pomocniczy Salzburga (Austria)              | 1 marca 1963    | 18 marca 1969    | mianowany arcybiskupem Salzbuga                   |
| 5    | Salvador Lazo y Lazo             | biskup pomocniczy Tuguegarao (Filipiny)            | 1 grudnia 1969  | 20 stycznia 1981 | mianowany biskupem San Fernando de La Union       |
| 6    | Ângelo Domingos Salvador OFMCap. | biskup pomocniczy São Salvador da Bahia (Brazylia) | 16 marca 1981   | 16 maja 1986     | mianowany biskupem Coxim                          |
| 7    | Eurico dos Santos Veloso         | biskup pomocniczy Juiz de Fora (Brazylia)          | 12 marca`1987   | 22 maja 1991     | mianowany biskupem koadiutorem Luz                |
| 8    | Pero Sudar                       | biskup pomocniczy Sarajewa (Bośnia i Hercegowina)  | 28 maja 1993    |                  | od 18 maja 2018 biskup pomocniczy senior Sarajewa |